# Iambul
Iambul (en llatí Iambulus, en grec antic Ἰάμβουλος) fou un escriptor grec conegut per haver escrit un llibre sobre les estranyes formes i figures dels habitants de l'Índia, segons diu Joan Tzetzes.
Diodor de Sicília es va limitar a transcriure les seves descripcions i diu que Iambul fou fet presoner pels etíops i enviat a una illa feliç a la mar oriental on va adquirir els seus coneixements, però tota la narració és merament una ficció i les descripcions que fa Iambul de l'Orient, que probablement no havia vist mai, són només fabulacions absurdes. També el menciona Llucià de Samosata.